# Alcyone Tholus
L'Alcyone Tholus è una formazione geologica della superficie di Venere.
Prende il nome da Alcione, personaggio della mitologia greca.